# Klaus Thalhammer
Klaus Thalhammer (* 22. März 1943 in Baden bei Wien; † 22. September 2003) war ein österreichischer Jurist und Bankmanager.
Er war von 1999 bis 2003 Generaldirektor der Österreichischen Volksbanken-Aktiengesellschaft (ÖVAG) und von 2001 bis 2003 Vizepräsident des Österreichischen Genossenschaftsverbandes (ÖGV).

## Leben
Thalhammer absolvierte die Juridische Fakultät der Universität Wien.
Er war verheiratet und Vater von drei Kindern.

## Berufliches Wirken
Thalhammer trat 1968 in die Girozentrale ein, wo er ab 1984 für Rechnungswesen, Controlling, Sparkassengeschäft, Recht und Steuern verantwortlich war. Als Spezialist für Sonderfinanzierungen war er Gründungsgeschäftsführer der Immorent und Beteiligungsfinanzierungs-AG.
1987 wurde er Vorstandsmitglied der Österreichischen Volksbanken-Aktiengesellschaft, 1992 deren stellvertretender Generaldirektor und war schließlich von 1. Mai 1999 bis zu seinem Tod deren Vorstandsvorsitzender und Generaldirektor. Er war die treibende Kraft beim Aufbau des Volksbanken-Netzwerkes in Osteuropa ab dem Beginn der 1990er-Jahre.
Im österreichischen Volksbankensektor bekleidete er zahlreiche führende Funktionen, u. a. war er Vizepräsident des Österreichischen Genossenschaftsverbandes, Stellvertretender Vorsitzender des Aufsichtsrates der Victoria Volksbanken Versicherung AG, Aufsichtsratsvorsitzender in den Auslandstöchtern der ÖVAG.
Er war Fachverbandsobmann des Fachverbandes der Kreditgenossenschaften nach dem System Schulze-Delitzsch in der Wirtschaftskammer Österreich und Obmann-Stellvertreter der Sparte Bank und Versicherungen in der Wirtschaftskammer Niederösterreich.

## Auszeichnungen
- Verleihung des Titels Kommerzialrat
- Silbernes Ehrenzeichen für Verdienste um das Land Wien (2000)
- Großes Silbernes Ehrenzeichen für Verdienste um die Republik Österreich (2002)[2]